# 徐明 (正德進士)
徐明（？—？），字文陟，順天府大興縣匠籍，直隸長州縣人，明朝政治人物。

## 生平
順天府鄉試第六十名舉人。正德六年（1511年）中式辛未科會試第□十九名，登第二甲第九名進士。

## 家族
曾祖徐孟雄；祖父徐顯；父徐泉，母郁氏。慈侍下。